# Тонусный стол
Тонусный стол — специальное устройство, аппарат для пассивных тренировок, внешне напоминающий кушетку, который состоит из неподвижной части, которая служит опорой телу, и подвижной части или частей, приводимых в движение мотором, а также регулятора частоты, позволяющего задать нужный режим движения тренажера.
Принцип действия такого тренажера основан на повторяющихся движениях динамической части тренажера, в то время как статичная часть фиксирует положение тела.
Чаще всего тонусный стол используется в комплексе из 6-8 тренажеров, которые дают последовательную нагрузку на все группы мышц.

## История создания
Еще в XVII веке британский врач, анатом, профессор в Кембридже, Фрэнсис Глиссон обратил внимание на возможность исправления определенных проблем здоровья с помощью специального оборудования — он применял для снятия болей в спине специальную матерчатую петлю, надеваемую на голову для вытяжения позвоночника, в дальнейшем названную в его честь петлёй Глиссона.
В 1857 году, Густав Цандер, шведский физиотерапевт, открыл первый институт, в котором находились 27 изобретенных им аппаратов для лечебной или «машинной гимнастики», направленных на восстановление подвижности конечностей и позвоночника — именно он считается основоположником  механотерапии. Так возникло целое направление в немедикаментозном лечении патологий опорно-двигательного аппарата — кинезотерапия — «исцеление движением».
Одним из основоположников кинезотерапии считается Пер Хенрик Линг (Пер-Генрик Линг), являющийся инициатором открытия в Стокгольме в 1813 году Стокгольмского Центрального королевского института оздоровительной гимнастики, который существует и по сей день. Основа его концепции — пропаганда физического воспитания на основе ежедневных гимнастических упражнений и фехтования. По мнению Линга, гимнастика должна способствовать всестороннему физическому развитию человека, повышать его способность к освоению различных специальных навыков, укреплять здоровье здоровых людей и восстанавливать его у больных.
В 1930-х годах американский профессор медицины Бернард Стаффер, приверженец идей кинезотерапии, создал первый прообраз тонусных столов. Существующие физиотерапевтические методики не помогали супруге профессора, которая повредила позвоночник и долгое время была прикована к постели.
В результате своих исследований Бернард Стаффер обнаружил, что повысить двигательную активность и создать мышечный корсет возможно, если выполнять упражнения лежа на изобретенном им аппарате в горизонтальном положении, в то время как определенная часть тела будет выполнять повторяющиеся движения.
Получив патент на изобретение, Стаффер вместе со своей сестрой открыл первый салон тонусных столов в Лос-Анджелесе для реабилитации пациентов, страдающих заболеваниями опорно-двигательного аппарата, а также тех, кто в силу различных причин не мог заниматься активными физическими упражнениями и нуждался в восстановлении мышечного тонуса.
Однако на практике изобретенные столы оказались также эффективны в борьбе с лишним весом и формировании фигуры. Именно по этой причине очень скоро тонусные столы стали самыми популярными тренажерами в Голливуде и стали модным направлением фитнеса.
В настоящее время тонусные столы широко распространены по всему миру, часто встречаются в женских фитнес-клубах, спортивных и оздоровительных учреждениях, санаториях.

## Разновидности
Современные тонусные столы имеют различные разновидности — в зависимости от тех групп  мышц, которые задействованы в работе. Существуют тонусные столы для проработки мышц  плечевого пояса, рук и груди,  бедер,  ягодиц и  икроножных мышц, для мышц в области поясничного и крестцового отдела позвоночника, для косых мышц живота и мышц брюшного пресса, мышц внутренней и внешней части  бедра и на абдоминальные мышцы и мышцы диафрагмы.

## Применение
Система тренировок на тонусных столах близка концепции FitCurves, ведь занимаются на таких столах чаще всего именно женщины. В России популярность данная методика занятий приобрела благодаря европейской сети женских клубов Тонус-клуб, где первыми начали применять эти тренажеры.
Занятия на тонусных столах положительно влияют на подвижность суставов, улучшение обмена веществ в мускулатуре и суставных хрящах, уменьшение несбалансированности мышц, улучшение мышечной функции, а также на вывод продуктов обмена веществ из организма.
Чаще всего занятия на тонусных столах показаны людям с  малоподвижным образом жизни, проблемами с лишним весом  и не имеющим возможности заниматься активными видами спорта. Именно по этой причине эти тренажеры часто называют «фитнесом для ленивых».
Тонусный стол задает направление движений, они становятся более равномерными и интенсивными из-за многократных, медленно повторяющихся, плавных движений.